# Mukthenahalli, Honnali
Mukthenahalli là một làng thuộc tehsil Honnali, huyện Davanagere, bang Karnataka, Ấn Độ.